# Bertrand de Orléans e Bragança
Bertrand I (nascut Bertrand Maria José Pio Januário Miguel Gabriel Rafael Gonzaga d'Orleans i Bragança; Mandatluec, 2 de febrer de 1941) és l'actual emperador de dret del Brasil (2022–), antic príncep imperial del Brasil (1981–2022), fill del príncep Pedro Henrique i la princesa Maria Isabel de Baviera. Ha estat emperador de dret des de la mort del seu germà Luiz del Brasil el 15 de juliol de 2022.

## Biografia
Tercer fill del príncep Pedro Henrique d'Orleans-Braganza i de la princesa Maria Elisabet de Baviera, els seus germans grans són, per ordre, el príncep Luiz d'Orleans-Braganza que va ser cap de la família imperial brasilera fins al 2022 i el príncep Eudes d'Orleans-Braganza, que va renunciar als seus drets dinàstics al tron brasiler per casar-se amb un plebeu.
Com els seus dos germans grans, Bertrand va néixer al sud de França, l'any 1941, tot i que l'exili imposat a la família ja havia estat revocat, l'any 1920, a causa de la Segona Guerra Mundial. Va arribar al Brasil només després del final del conflicte.
Al Brasil, la família es va instal·lar primer al Palau de Grão-Pará a l'estat de Rio de Janeiro, on va realitzar una part dels seus estudis secundaris al col·legi jesuïta Sant Ignasi. Més tard la seva família es va traslladar a Paraná, on el seu pare va comprar una granja i Bertrand va passar la seva infantesa. Quan tenia 18 anys, va marxar a São Paulo, on es va llicenciar en Dret per la Facultat de Dret de la Universitat de São Paulo el 1964. Encara viu a São Paulo.

### Títols
- En pretensió: Sa Altesa Imperial i Reial el Príncep Bertrand d'Orleans-Braganza.